# Cernotina fallaciosa
Cernotina fallaciosa är en nattsländeart som beskrevs av Oliver S. Flint Jr. 1983. Cernotina fallaciosa ingår i släktet Cernotina och familjen fångstnätnattsländor. Inga underarter finns listade i Catalogue of Life.